# Shen Dao
Shen Dao (chino simplificado: 慎到, chino tradicional: 慎到, pinyin: Shèn Dào, Wade-Giles:Shen Tao, (~395–~315 a. C.) filósofo itirenante legalista chino del Estado de Zhao que fue estudioso de la Academia Jixia del Estado Qi. También se le conoce como Shenzi 慎子.

## Visión general
Los 42 ensayos propios y originales de Shen Dao se han perdido, y solo 7 todavía existen. Él es conocido en gran medida a través de referencias cortas y otros escritores/filósofos, notablemente Han Fei y Zhuang Zi. Una reconstrucción crítica del libro perdido de Shenzi fue hecha por Paul Thompson, y publicada en inglés lo 1979 como The Shen Tzu Fragment. En 2007, el Museo de Shanghái publicó una colección encontrada de textos escritos sobre tablillas de bambú del Estado de Chu que datan del período de los Reinos Combatientes.
El aspecto más notable de la filosofía de Shen Dao es que representa una síntesis del pensamiento taoísta y legalista. Si bien estas dos escuelas pueden parecer bastante opuestas entre sí en algunos aspectos, las dos comparten una visión de la naturaleza como una fuerza fundamentalmente amoral, y por extensión, la realidad como un espacio sin un imperativo moral establecido, una postura que diferencia ambas escuelas del confucianismo.
En el confucianismo, el poder se legitima a través del carácter moral superior y la sabiduría. Según Shen Dao, la autoridad surge y se mantiene por la naturaleza de las circunstancias reales, más que de acuerdo con un conjunto abstracto de valores morales. Las cosas simplemente fluyen sobre la base de la evolución natural del Tao, y no se organizan para ajustarse a un sistema ético. A través de esta idea, es posible ver un puente entre la simplicidad mística del taoísmo y el realismo cínico del legalismo.